# Fricativa dental sorda
La consonant fricativa dental sorda, també coneguda com a fricativa interdental sorda, és un so que es representa amb el signe [θ] a l'AFI (una lletra theta minúscula de l'alfabet grec).
Tenen aquest fonema, entre altres llengües, el castellà peninsular, l'anglès, el grec modern i l'àrab.

## Característiques
- Es diu que és una fricativa perquè hi ha una turbulència en l'aire quan s'acosta a les dents.
- És una consonant.
- És un so egressiu.

## En català
El català estàndard no té aquest fonema, si bé es pot sentir en alguns manlleus del castellà o en una pronúncia a la castellana de la lletra Z. En canvi, és tradicional a part del Baix Aragó i del ribagorçà.